# 沖浜東
沖浜東（おきのはまひがし）は、徳島県徳島市の町名。八万地区に属している。沖浜東一丁目から沖浜東三丁目が存在する。郵便番号は〒770-8053。
- 人口：595人（2009年12月。徳島市の調査より）
- 世帯数：286世帯（同上）

## 地理
徳島市の東部に位置し、昭和59年の八万東部地区土地区画整理事業によって整備された地域である。北端を御座船入江川が流れている。国道55号東沿いに位置し、国道沿いには各種大型小売店が並ぶ。
地名の由来は、当地が古くは海浜であったという記録（名東郡村誌）で、地形に因むものと思われる。

### 河川
- 御座船入江川

## 施設
- 徳島市生涯福祉センター（ふれあい健康館）
- 山城公園（広域避難場所）
- ACデコール
- ノヴィル

## 交通

### 道路
一般国道
- 国道55号

### バス
徳島バス
- 沖浜東三丁目